# 크리스토프 갈티에
크리스토프 갈티에(프랑스어: Christophe Galtier, 1966년 8월 26일, ~ )는 수비수로 활약한 프랑스의 전 축구 선수, 현 축구 감독으로 알두하일 감독을 맡고있다.

## 수상

### 감독
- 리그 1 : 2020-21, 2022-23
- 쿠프 드 라 리그 : 2012-13
- 트로페 데 샹피옹 : 2022
- 쿠프 드 프랑스 준우승 : 2021-22

### 개인
- 리그1 올해의 감독 : 2012–13, 2018–19, 2020–21